# Шаньсийская клика
Шаньсийская клика (кит. трад. 晉系), также известная как клика Цзинь (Цзинь — сокращённое название Шаньси) — одна из нескольких военных фракций, отделившихся от Бэйянской армии в эпоху военачальников Китая.

## Источники

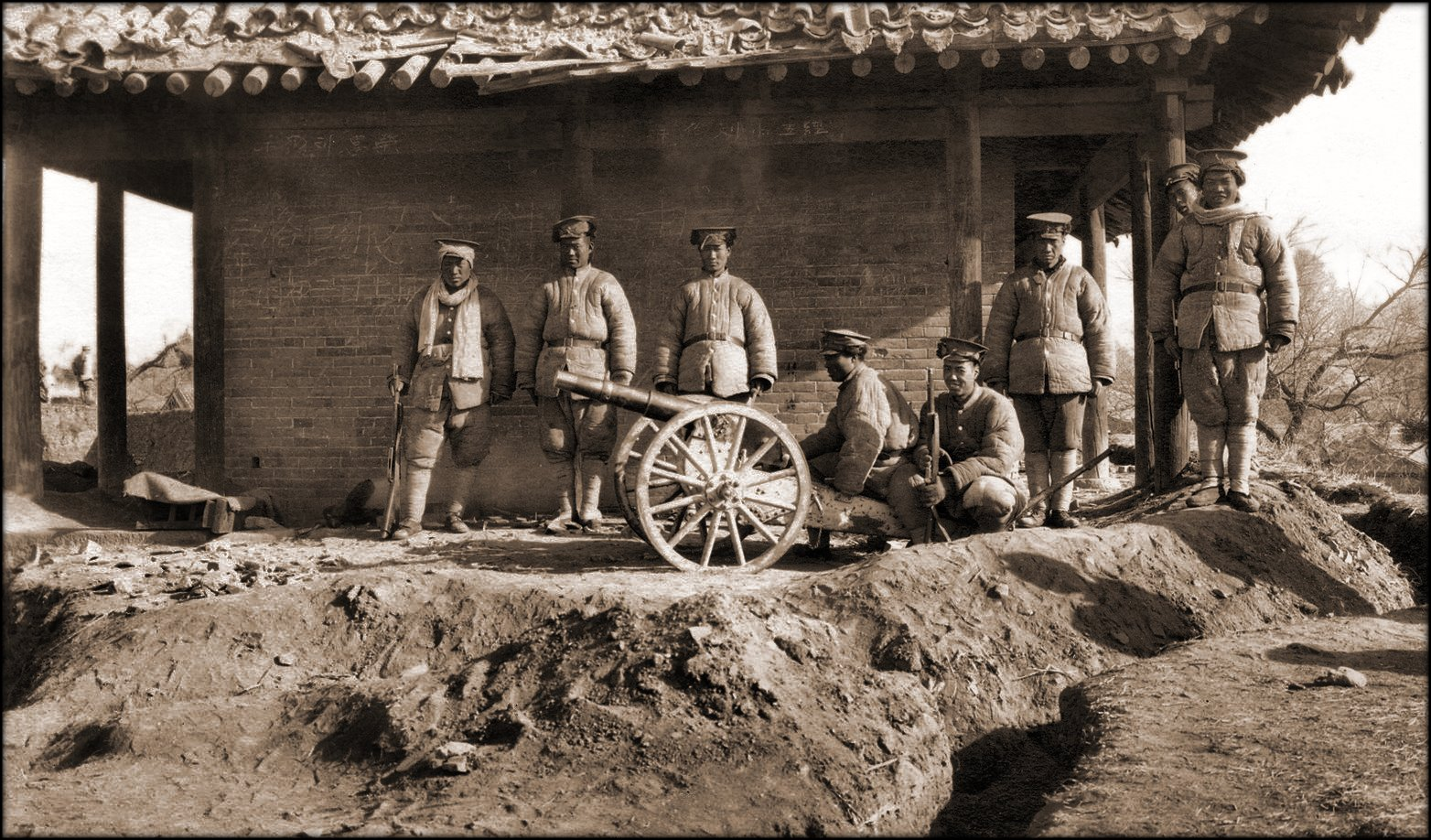
Солдаты Янь Сишаня в Ляочжоу (ныне уезд Цзоцюань) в 1925 году во время войны с хэнаньским военачальником Фань Чжунсю.